# Artânia

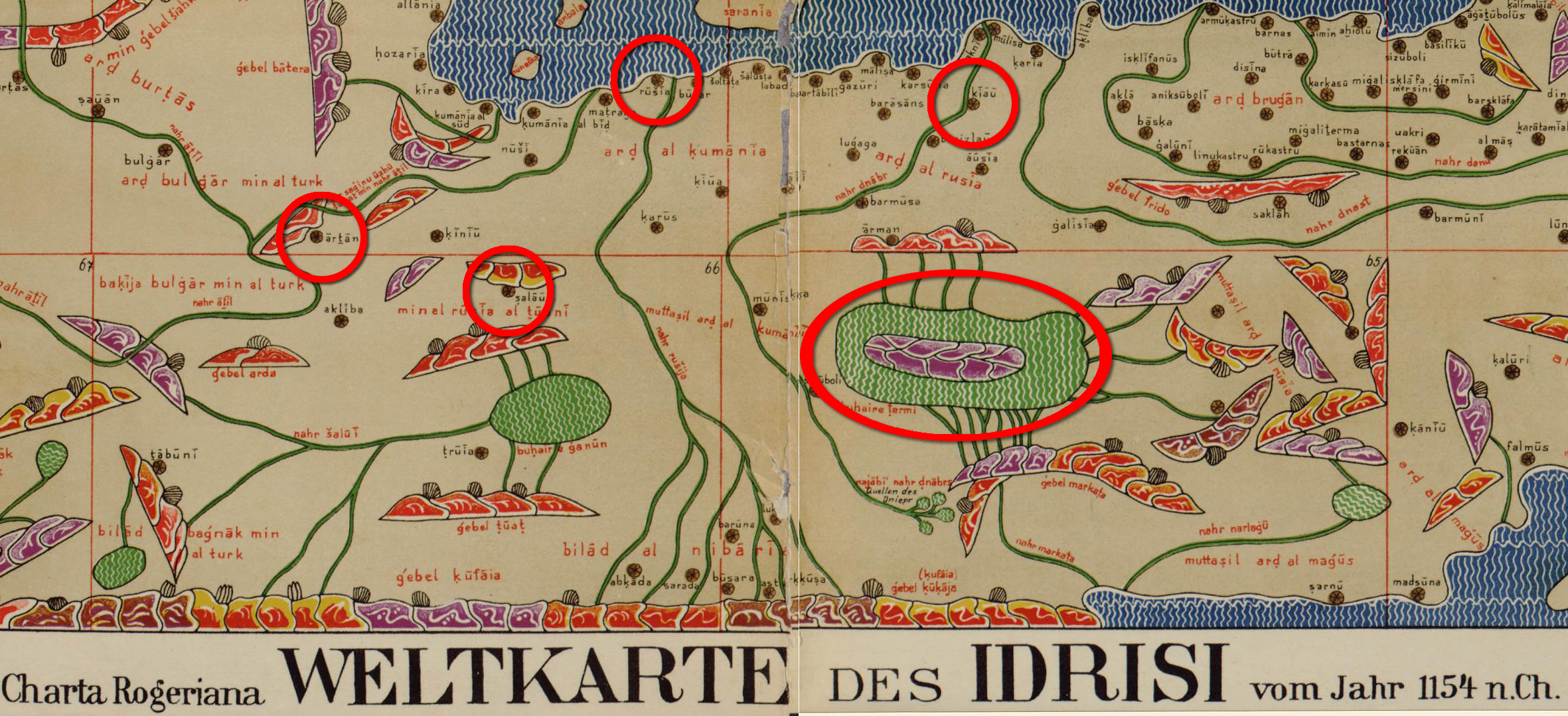
Arsânia no mapa de Dreses (no círculo mais à esquerda). Mares Negro e Azove vistos de cima.

Artânia (em árabe: ارثانية; em russo:  Арсания, Артания, em ucraniano:  Арта́нія, Арта, Арсанія), segundo fontes árabes do século X, era um dos três grandes núcleos da Rus, juntamente com Cuiaba e Eslávia.

## Informações
E existem três grupos de rus. O grupo mais próximo dos búlgaros e cujo governante está em uma cidade chamada Cuiaba, e é maior que os búlgaros. E o grupo mais acima deles é chamado Eslávia, e seu governante está na cidade de Salau, e seu grupo é chamado al- Artânia, e seu governante está situado em Ars, sua cidade. E pessoas com objetivos comerciais chegam a Cuiaba e arredores. Quanto a Arsa, não ouvi ninguém mencionar que estrangeiros chegaram até lá, pois as pessoas de lá matam todos os estrangeiros que vêm até eles. Eles próprios descem às águas para negociar e não informam nada sobre os seus negócios e bens, e não permitem que ninguém os siga e entre no seu país. <...> Sabres negras, raposas negras e estanho (chumbo?) e um certo número de escravos são exportados de Arsa.

bn Haukal , "Kitab al-masalik wa-l-mamalik", década de 970.
A informação remonta à obra perdida do geógrafo Albalqui, escrita por volta de 920, e é reproduzida pelos seus seguidores, a chamada "escola clássica" de geógrafos: Alistacri, ibne Haucal, e autores posteriores: Dreses e o compilador desconhecido da obra Hudud al-alam. É relatado que os arsianos têm seu próprio governante, cuja residência é a cidade de Arsa. Eles não permitem a visita de estranhos e eles próprios se dedicam ao comércio, navegando para Cuiaba e negociando chumbo e sables.

## Descrição
Ao contrário de Cuiaba e Eslávia, cuja etimologia e localização são bastante transparentes, a identificação de Artânia continua a ser um problema histórico não resolvido devido à falta de quaisquer dados paralelos.

### Versão sulista
A versão sulista baseia-se na localização de Arsa de Alistacri entre a Cazária e a Bulgária do Danúbio (porque esses búlgaros estão ao norte de Rum - ou seja, o Império Bizantino), ou seja, estamos falando de uma latitude não ao norte da estepe florestal. Na historiografia, foram expressos pontos de vista sobre sua localização em um local de Tmutarakan (Vladimir Vasilievich Mavrodin, George Vernadski), sobre a identidade com a cidade de Roden no Dniepre (Boris Rybakov), sobre a identidade de Arsa e Riazã (Vladimir Fedorovich Minorski). Também foi expressa uma opinião sobre o antigo assentamento de Yutanovskoie na planície de inundação do rio Oskol, no qual os adeptos veem o maior “complexo metalúrgico” da Europa Oriental.

### Versão nortista
A lista de mercadorias exportadas de Artânia aponta para a localização norte de Artânia.
O fascínio pela semelhança de nomes levou a especulações sobre a identidade de Artânia com o santuário eslavo no Cabo Arkona e com a terra dos erzianos.
Na historiografia russa das últimas décadas, predominam as hipóteses sobre a localização de Artânia na área de Rostov. Nesse caso, a presença de um rico material arqueológico no antigo assentamento de Sarskoie, em Timerevo e em outros pontos da rota comercial do Volga é colocada em primeiro plano.
Com menos frequência do que Rostov, em conexão com a Artânia, as publicações científicas mencionam Suzdal e Beloozero, bem como Esmolensco e Orsha.